# میرزا محمدابراهیم تهرانی
میرزا محمد ابراهیم تهرانی معروف به میرزا عمو خوشنویس و نستعلیق‌نویس قرن سیزدهم است.
او از شاگردان میرزا غلامرضا اصفهانی بود که نوشتن کتیبه پیرامون بقعه شیخ صدوق ابن بابویه از طرف میرزا غلام‌رضا به او واگذار شد.
نمونه‌ای دیگر از هنر کتیبه‌نگاری او را می‌توان در کتیبه‌های سر در حرم فاطمه معصومه در صحن عتیق (سر دری که به فیضیه راه دارد) دید، که چنین رقم و تاریخ دارد: چو شد ز هجر نبی یکهزار و سیصد و یک / راقمه میرزا عمو.

## کتیبه‌های بازمانده از او
کتیبه‌های بازمانده از او در بناهای مذهبی به ترتیب تاریخ کتابت عبارتند از:
1. کتیبهٔ اطراف ایوان آینهٔ امام‌زاده حمزه در شهر ری.
2. کتیبهٔ کمربندی ایوان شمالی صحن کهنهٔ آستانهٔ معصومه.
3. کتیبه‌ای در دو بیت، کنده‌شده بر سنگ مرمر آستانهٔ دری که میان رواق و ایوان آینهٔ حرم معصومه قرار دارد.
4. کتیبهٔ پایهٔ گلدستهٔ شرقی جلو ایوان مقصورهٔ مسجد سپهسالار.
5. کتیبهٔ در ورودی حرم امامزاده طاهر در حرم عبدالعظیم.
6. کتیبهٔ در نقره‌ای سمت شرقی حرم معصومه.
7. کتیبهٔ در نقره‌ای دیگری در همان‌جا میان رواق و ایوان آینه.
8. کتیبهٔ بدون تاریخی در ایوان صحن آرامگاه شیخ صدوق.[۴]

## وفات
میرزا عمو در روز سه شنبه ۱۱ ربیع الثانی ۱۳۲۱ قمری برابر با ۱۵ تیر ۱۲۸۲ خورشیدی از دنیا رفت.